# الجرايب الاشراف (أسلم)

تعديل مصدري - تعديل

الجرايب الاشراف هي إحدى قرى عزلة أسلم الشام بمديرية أسلم التابعة لمحافظة حجة، بلغ تعداد سكانها 61 نسمة حسب تعداد اليمن لعام 2004.